# Teresa Rabal
María Teresa Rabal Balaguer (Barcelona, 5 de novembre de 1952), coneguda simplement com a Teresa Rabal, és una actriu, cantant i presentadora de televisió catalana. És la cantant que més discos infantils ha venut a Espanya amb un total de 7 milions.

## Biografia
Filla dels actors Francisco Rabal i Assumpció Balaguer, i tia de Lliberto Rabal, des dels seus primers anys es veu envoltada d'un ambient artístic que li permet debutar al cinema amb tan sols nou anys de la mà de Luis Buñuel en la pel·lícula Viridiana (1961).
En 1967 s'incorpora a la Companyia de teatre de Carlos Larrañaga i María Luisa Merlo, i debuta en un escenari amb l'obra Vidas privadas (1970), de Noël Coward, a la qual seguirien, en anys successius, Strato Jet 991, dirigida per Fernando Fernán Gómez; Ninette y un senyor de Murcia, de Miguel Mihura; La Celestina, de Fernando de Rojas o La Malcasada de Lope de Vega.
A principis dels anys setanta inicia una discreta carrera cinematogràfica, que li porta a intervenir en una quinzena de títols entre 1969 i 1976, entre els quals figuren La leyenda del alcalde de Zalamea (1972), de Mario Camus; Un casto hombre español (1973), de Jaime de Armiñán o Ambiciosa (1975), de Pedro Lazaga. L'any 1874 va obtenir el Premi Memorial Margarida Xirgu.
Després de contreure matrimoni l'1 de maig de 1977 amb el cantant Luis Eduardo Rodrigo Espinosa (1944-2017), s'aparta de la pantalla gran, a la qual només tornaria en tres ocasions: Esperando a papá (1980), de Vicente Escrivá, la pel·lícula infantil Loca por el circo (1982) de Luis María Delgado i Muerte súbita (2002), de Pablo Guerrero. Va ser molt popular en els 70
Apartada del cinema, la seva carrera com a actriu contínua en televisió, i en l'època daurada de TVE interpreta nombrosos papers en espais com a Estudio 1 i Novela. També realitza alguna incursió teatral, com l'obra Las orejas del lobo (1980), de Santiago Montcada.
El 1980 publica el seu primer disc destinat al públic infantil i en els anys següents bolca la seva carrera professional cap als més petits, i estrena 24 discos llarga durada que arriben a vendre un milió i mig de còpies, fent famoses cançons com Veo Veo o Me pongo de pie.
Aquest mateix any inicia una gira circense amb El Circo de Teresa Rabal, amb el qual es manté durant més d'una dècada.
El1990, després de l'arribada de les televisions privades, és contractada per Antena 3 per substituir a Rita Irasema al programa infantil La Guarderìa, en el qual roman fins a 1993. Aquest any passa a Telecinco, on presenta durant una temporada La casa de la broma, al costat de Kike Supermix.
En 1995 crea els Premis Veo Veo, que pretenen fomentar les activitats culturals entre els nens i des d'aquest any fins al 2010 cada any se celebren els festivals nacional,regional i internacional Veo Veo, a més d'estar al capdavant de la Fundación Teresa Rabal, d'ajuda a la infància.
Al desembre de 2009 Teresa decideix engegar de nou el circ, debutant a Múrcia per Nadal i amb El Nou Circ de Teresa Rabal comença a recórrer tota la geografia espanyola amb èxit durant els anys 2010, 2011 i 2012, representant un nou espectacle diferent cada any.
Té una neta des de 2011, Paula Victoria, del seu fill Luis amb la seva esposa, Virginia.
El 22 de novembre 2011 publica nou disc titulat El circo de Teresa Rabal.

## Filmografia
- Muerte súbita (2002) Cortometraje
- Loca por el circo (1982)
- Esperando a papá (1980)
- Call Girl: La vida privada de una señorita bien (1976)
- Colorín colorado (1976)
- Ambiciosa (1976)
- Los buenos días perdidos (1975)
- El asesino no está solo (1975)
- Matrimonio al desnudo (1974)
- Un casto varón español (1973)
- Le Complot (1973)
- La leyenda del alcalde de Zalamea (1973)
- Bianco, rosso e... (1972)
- Los días de Cabirio (1971)
- Les Pétroleuses (1971)
- Españolas en París (1971)
- Goya, historia de una soledad (1971)
- Las gatas tienen frío (1970)
- Los desafíos (1969)
- Viridiana (1961)

## Televisió

### Com a actriu
- La comedia musical española
  - Luna de miel en El Cairo
  - El sobre verde
- Teatro estudio
  - El alcalde de Zalamea
- Mujeres insólitas
  - La segunda señora Tudor Ana Bolena
- Ficciones
  - El beso de un vampiro
- Los Libros
  - La fontana de oro
- Hora once
  - El músico ciego
- Del dicho al hecho
  - El que a hierro mata, a hierro muere
- Novela
  - Los miserables
  - Padres e hijos
  - La familia de Alvareda
  - La ilustre fregona
- Estudio 1
  - El alcalde de Zalamea
  - Murió hace 15 años
  - Cuatro corazones con freno y marcha atrás
  - Antígona
  - Como las hojas
  - La idiota
  - La fierecilla domada
  - Los ladrones somos gente honrada
  - Delito en la Isla de las Cabras

### Com a presentadora
- La Guardería (1990-1993), en Antena 3.
- La casa de la guasa (1993 - 1994), en Telecinco.
- Mazapán (1984), en TVE.
- La factoría

### Discografia
- Soy Gigi (1973) Single
- Yo te quiero Pablo (1973) Single
- Tú sabes por qué te quiero (1975) Single
- Ven y acércate más (1976)
- Una cigarra llamada Teresa Rabal(1979)
- Veo veo (1980)
- Los cuentos de Teresa Rabal (1981)
- De oca a oca (1981)
- Loca por el circo (1982)
- Yo quiero a Te..re..sa (1983)
- ¡Can can! (1984)
- El país de las estrellas (1985)
- Luna de miel en el Cairo (1985)
- Fantástica (1985)
- Ynadamas (1986)
- Vuela con... Teresa Rabal (1987)
- Navidad a tope (1988)
- Diga, diga-me (1989)
- Por otros 10 años Teresa y Eduardo (1989)
- Qué lío Lía (1991)
- Se busca una estrella (1992)
- Digamos a la vida sí (1993)
- ¡Oh chico que bueno que estás! (1993)
- Emmanuel, el musical (1994)
- Vuelve la tía Teresa (2004)
- El circo de Teresa Rabal (2011)